# KBO 리그 안타 관련 기록 - 개인
다음은 개인 KBO 리그 안타 관련 기록이다.

## 통산 기록

### 개인 통산 안타 순위
- 아래 기록은 2020년 6월 6일 현재 기록이다. 10위 이후의 기록 /기록 추이 /연도별 통산 순위는 한국 프로 야구 개인 통산 최다 안타 항목 참조.9

(진한 색 줄은 현재 뛰고 있는 선수임)
| 순위 | 안타 수 | 선수   | 소속                                    | 기간                              | 시즌 수  | 통산 경기수 | 주석 및 기타                                                                      |
| 1    | 2504    | 박용택 | LG                                      | 2002년 -                          | 16시즌 - | 2227경기-   |                                                                                   |
| 2    | 2318    | 양준혁 | 삼성 - 해태 - LG - 삼성                 | 1993년 - 2010년                   | 18시즌   | 2135경기    |                                                                                   |
| 3    | 2209    | 김태균 | 한화                                    | 2001년 - 2009년 / 2012년 -        | 15시즌 - | 2014경기 -  | 2010년부터 2011년까지 일본 진출(일본에서 안타 167개 기록. 한일 통산 2116 안타)    |
| 4    | 2174    | 박한이 | 삼성                                    | 2001년 - 2019년                   | 19시즌   | 2127경기    |                                                                                   |
| 5    | 2174    | 정성훈 | 해태 (KIA) - 현대 - 히어로즈 - LG - KIA | 1999년 - 2018년                   | 20시즌   | 2127경기    |                                                                                   |
| 6    | 2156    | 이승엽 | 삼성                                    | 1995년 - 2003년 / 2012년 - 2017년 | 15시즌   | 1906경기    | 입단 당시 투수였으나 팔꿈치 부상으로 타자로 전향                                  |
| 7    | 2125    | 이진영 | 쌍방울 - SK - LG - kt                   | 1999년 - 2018년                   | 20시즌   | 2160경기    |                                                                                   |
| 8    | 2100    | 장성호 | 해태 (KIA) - 한화 - 롯데 - kt           | 1996년 - 2015년                   | 20시즌   | 2064경기    |                                                                                   |
| 9    | 2046    | 홍성흔 | 두산 -롯데 - 두산                       | 1999년 - 2016년                   | 18시즌   | 1957경기    |                                                                                   |
| 10   | 2043    | 이병규 | LG                                      | 1997년 - 2006년 / 2010년 - 2016년 | 17시즌   | 1741경기    | 2007년부터 2009년까지 일본에서 활약(일본에서 안타 253개 기록. 한일 통산 2296안타) |

### 2루타

#### 개인 통산 최다 2루타 기록 추이
| 기록  | 선수   | 소속 | 날짜         | 구장 | 상대 팀 | 상대 투수 | 경기 결과 | 경기수 | 달성 당시 나이  | 주석 및 기타                 |
| 1개   | 이만수 | 삼성 | 1982. 3. 27  | 서울 | MBC     | 이길환    |           |        |                 | 1회초 1타점 좌전 2루타       |
| 100개 | 김성한 | 해태 | 1987. 5. 20  | 광주 | MBC     | 김건우    |           |        |                 | 2회 2사 만루 주자 일소 2루타 |
| 200개 | 김성한 | 해태 | 1992. 6. 14  | 사직 | 롯데    |           |           | 1037   | 34세 26일       |                              |
| 247개 | 김성한 | 해태 |              |      |         |           |           |        |                 |                              |
| 248개 | 장종훈 | 한화 | 1999. 05. 31 | 대전 | 두산    | 이경필    |           |        |                 |                              |
| 250개 | 장종훈 | 한화 | 1999. 6. 9   | 전주 | 쌍방울  |           |           | 1370   | 31세 1개월 29일 |                              |
| 300개 | 장종훈 | 한화 | 2002. 04. 20 | 수원 | 현대    |           |           | 1703   | 34세 10일       |                              |
| 327개 | 장종훈 | 한화 |              |      |         |           |           |        |                 |                              |
| 328개 | 양준혁 | 삼성 | 2004. 07. 10 | 수원 | 현대    |           |           |        |                 |                              |
| 350개 | 양준혁 | 삼성 | 2005. 07. 10 | 잠실 | 두산    |           |           | 1578   | 36세 1개월 14일 |                              |
| 400개 | 양준혁 | 삼성 | 2007. 06. 13 | 대구 | KIA     |           |           | 1806   | 38세 18일       |                              |
| 458개 | 양준혁 | 삼성 | 2010.        |      |         |           |           |        | 은퇴            |                              |
| 459개 | 이승엽 | 삼성 | 2017. 09. 01 | 인천 | SK      | 메릴 켈리 | 7-8 패    |        |                 | 4-5로 뒤진 6회               |

### 3루타

#### 개인 통산 최다 3루타 기록 추이
| 기록  | 선수   | 소속     | 날짜         | 구장 | 상대 팀 | 상대 투수 | 경기 결과 | 경기수 | 달성 당시 나이 | 주석 및 기타    |
| 100개 | 전준호 | 히어로즈 | 2008. 10. 03 | 목동 | 두산    |           |           |        |                | 2회 1타점 3루타 |

### 최다 루타

#### 개인 통산 최다 루타 기록 추이
| # | 기록     | 선수   | 소속 | 날짜         | 구장 | 상대 팀 | 상대 투수   | 경기 결과        | 타석수 | 경기수   | 달성 당시 나이  | 주석 및 기타                                         |
| 1 | 2루타    | 이만수 | 삼성 | 1982. 03. 27 | 서울 | MBC     | 이길환      |                  |        |          |                 | 1회초 1타점 좌전 2루타, 한국 프로 야구 최초 안타였음 |
| 2 | 3루타    | 정구왕 | 삼성 | 1982. 03. 27 | 서울 | MBC     | 이길환      |                  |        |          |                 | 2회초 3루타, 한국 프로 야구 최초 3루타였음           |
| 3 | 4루타    | 정구왕 | 삼성 | 1982. 03. 27 | 서울 | MBC     | 이길환      |                  |        |          |                 | 2회(3루타), 4회 (단타)                               |
| 4 | 6루타    | 이만수 | 삼성 | 1982. 03. 27 | 서울 | MBC     | 이길환      |                  |        |          |                 | 1회(2루타), 5회(홈런)                                |
| 5 | 7루타    | 이종도 | MBC  | 1982. 03. 27 | 서울 | 삼성    | 이길환      |                  |        |          |                 | 10회 홈런/ 총 5타수 3안타 (2루타 1)                  |
|   | 1500루타 | 김성한 | 해태 | 1990. 06. 07 | 광주 | 태평양  |             | 1 - 7 해태 승    |        | 800      | 32세 19일       | [ 2 ]                                                |
|   | 2000루타 | 김성한 | 해태 | 1992. 08. 20 | 광주 | 롯데    |             |                  |        | 1087     | 34세 3개월 2일  |                                                      |
|   | 2285루타 | 김성한 |      |              |      |         |             |                  |        |          |                 |                                                      |
|   | 2287루타 | 장종훈 | 한화 | 1999. 4. 22  | 청주 | 쌍방울  | 성영재(7회) | 14 - 8 쌍방울 승 |        |          |                 | 1회 2루타, 7회 1점 홈런, 8회 1루타                   |
|   | 2500루타 | 장종훈 | 한화 | 1999. 10. 1  | 대전 | 해태    |             |                  |        | 1437     | 31세 5개월 21일 |                                                      |
|   | 3000루타 | 장종훈 | 한화 | 2002. 9. 24  | 잠실 | LG      |             |                  |        | 1777     | 34세 5개월 14일 | 좌월 1타점 2루타                                     |
|   | 3172루타 | 장종훈 | 한화 |              |      |         |             |                  |        |          |                 |                                                      |
|   | 3173루타 | 양준혁 | 삼성 | 2006. 05. 23 | 대전 | 한화    | 양훈        |                  |        | 1661경기 |                 | 1회(좌전 안타) / 3회 (투수 앞 안타, 3174루타) 14시즌 |
|   | 3500루타 | 양준혁 | 삼성 | 2007. 8. 4   | 대구 | SK      |             |                  |        | 1844     | 38세 2개월 9일  |                                                      |
|   | 3879루타 | 양준혁 | 삼성 | 2010.        |      |         |             |                  |        |          |                 | 통산 18시즌 2135경기                                 |
|   | 3880루타 | 이승엽 | 삼성 | 2017. 05. 10 | 대구 | LG      | 차우찬      | 1-6 패           |        |          |                 | 7회 2사(좌전 안타)                                   |

## 시즌 기록

### 안타

#### 개인 한 시즌 최다 안타 기록 추이
| #  | 기록     | 연도   | 선수          | 소속    | 팀 경기수 | 시즌 타율 | 주석 및 기타 |
| 1  | 103안타  | 1982년 | 백인천        | MBC     | 80경기    |           | |
| 1  | 117안타  | 1983년 | 장효조 박종훈 | 삼성 OB | 100경기   |           | * 8월 20일, 인천 삼미 전 8회초 장명부를 상대로 장효조가 3점 홈런을 날려 시즌 104안타 기록 - 이해창(114), 김성한(111), 김종모(109), 김재박(108), 이만수(105)                                                                         |
| 3  | 122안타  | 1984년 | 홍문종        | 롯데    | 100경기   |           | |
| 4  | 133안타  | 1985년 | 김성한        | 해태    | 110경기   |           | * 9월 11일, 대구 OB 베어스 전 3타수 1안타로 시즌 123안타 기록 * 장효조도 시즌 129안타 기록 |
| 5  | 137안타  | 1989년 | 이강돈        | 빙그레  | 120경기   |           | * 10월 3일, 대전 해태 연속 경기 1차전 2회 내야 안타로 시즌 134안타 기록 (이날 4회에도 안타 기록) |
| 6  | 146안타  | 1990년 | 이강돈        | 빙그레  | 120경기   |           | * 9월 16일, 대전 해태 전에서 시즌 138타 기록 - 한대화도 시즌 140안타 기록 |
| 7  | 160안타  | 1991년 | 장종훈        | 빙그레  | 126경기   | 0.345     | * 9월 8일, 전주 쌍방울 전 1회 좌전안타로 시즌 147안타 기록 |
| 8  | 196안타  | 1994년 | 이종범        | 해태    | 126경기   | 0.393     | * 8월 21일, 광주 쌍방울 전 4타수 4안타로 시즌 162안타 기록 |
| 9  | 201안타  | 2014년 | 서건창        | 넥센    | 128경기   | 0.370     | * 10월 13일, 광주 KIA 전, 2회초 2사 2루 김병현의 4구째를 받아쳐 좌중간 안타를 뽑아내 시즌 197안타 기록 - 10월 17일, 서울 목동구장 SK 전, 시즌 마지막 경기 1회말 첫타석에서 채병용의 4구째를 받아쳐 2루타를 뽑아내 시즌 200안타 기록 |
| 10 | 202 안타 | 2024년 | 레이예스      | 롯데    | 144경기   | 0.352     | |

### 2루타

#### 개인 한 시즌 최다 2루타 기록 추이
| # | 기록 | 연도 | 선수   | 소속 | 팀 경기수 | 타율  | 주석 및 기타 |
|   | 43개 | 1992 | 박정태 | 롯데 | 126       | 0.335 |              |
|   | 43개 | 1999 | 이병규 | LG   | 133       | 0.349 |              |
|   | 43개 | 2003 | 이종범 | 기아 | 133       | 0.315 |              |

### 3루타

#### 개인 한 시즌 최다 3루타 기록 추이
| # | 기록 | 연도   | 선수   | 소속   | 팀 경기수 | 시즌 타율 | 주석 및 기타                                                                             |                                                                                          |                                                                                          |                                                                                          |                                                                                          |                                                                                          |
|   | 8개  | 1984년 | 김인식 |        |           |           | * ?월 ?일, ?전 ?회 ?사 ?을 상대로 3루타를 쳐 시즌 ?호 기록                               | * ?월 ?일, ?전 ?회 ?사 ?을 상대로 3루타를 쳐 시즌 ?호 기록                               | * ?월 ?일, ?전 ?회 ?사 ?을 상대로 3루타를 쳐 시즌 ?호 기록                               | * ?월 ?일, ?전 ?회 ?사 ?을 상대로 3루타를 쳐 시즌 ?호 기록                               | * ?월 ?일, ?전 ?회 ?사 ?을 상대로 3루타를 쳐 시즌 ?호 기록                               | * ?월 ?일, ?전 ?회 ?사 ?을 상대로 3루타를 쳐 시즌 ?호 기록                               |
|   | 9개  | 1987년 | 박흥식 | MBC    |           | 0.300     | * ?월 ?일, ?전 ?회 ?사 ?을 상대로 3루타를 쳐 시즌 9호 기록                               | * ?월 ?일, ?전 ?회 ?사 ?을 상대로 3루타를 쳐 시즌 9호 기록                               | * ?월 ?일, ?전 ?회 ?사 ?을 상대로 3루타를 쳐 시즌 9호 기록                               | * ?월 ?일, ?전 ?회 ?사 ?을 상대로 3루타를 쳐 시즌 9호 기록                               | * ?월 ?일, ?전 ?회 ?사 ?을 상대로 3루타를 쳐 시즌 9호 기록                               | * ?월 ?일, ?전 ?회 ?사 ?을 상대로 3루타를 쳐 시즌 9호 기록                               |
|   | 10개 | 1991년 | 장효조 | 롯데   |           | 0.347     | * 8월 15일, 잠실 LG전 1회초 2사 정삼흠을 상대로 1타점 우익선상 3루타를 쳐 시즌 10호 기록 | * 8월 15일, 잠실 LG전 1회초 2사 정삼흠을 상대로 1타점 우익선상 3루타를 쳐 시즌 10호 기록 | * 8월 15일, 잠실 LG전 1회초 2사 정삼흠을 상대로 1타점 우익선상 3루타를 쳐 시즌 10호 기록 | * 8월 15일, 잠실 LG전 1회초 2사 정삼흠을 상대로 1타점 우익선상 3루타를 쳐 시즌 10호 기록 | * 8월 15일, 잠실 LG전 1회초 2사 정삼흠을 상대로 1타점 우익선상 3루타를 쳐 시즌 10호 기록 | * 8월 15일, 잠실 LG전 1회초 2사 정삼흠을 상대로 1타점 우익선상 3루타를 쳐 시즌 10호 기록 |
|   | 12개 | 1991년 | 이정훈 | 빙그레 | 126경기   | 0.348     | * ?월 ?일, ?전 ?회 ?사 ?을 상대로 3루타를 쳐 시즌 11호 기록                              | * ?월 ?일, ?전 ?회 ?사 ?을 상대로 3루타를 쳐 시즌 11호 기록                              | * ?월 ?일, ?전 ?회 ?사 ?을 상대로 3루타를 쳐 시즌 11호 기록                              | * ?월 ?일, ?전 ?회 ?사 ?을 상대로 3루타를 쳐 시즌 11호 기록                              | * ?월 ?일, ?전 ?회 ?사 ?을 상대로 3루타를 쳐 시즌 11호 기록                              | * ?월 ?일, ?전 ?회 ?사 ?을 상대로 3루타를 쳐 시즌 11호 기록                              |
|   | 14개 | 1992년 | 이종운 | 롯데   | 126경기   | 0.314     | * 9월 2일, 대구 삼성(DH-2) 전 3회초 ?사 ?을 상대로 3루타를 쳐 시즌 13호 기록             | * 9월 2일, 대구 삼성(DH-2) 전 3회초 ?사 ?을 상대로 3루타를 쳐 시즌 13호 기록             | * 9월 2일, 대구 삼성(DH-2) 전 3회초 ?사 ?을 상대로 3루타를 쳐 시즌 13호 기록             | * 9월 2일, 대구 삼성(DH-2) 전 3회초 ?사 ?을 상대로 3루타를 쳐 시즌 13호 기록             | * 9월 2일, 대구 삼성(DH-2) 전 3회초 ?사 ?을 상대로 3루타를 쳐 시즌 13호 기록             | * 9월 2일, 대구 삼성(DH-2) 전 3회초 ?사 ?을 상대로 3루타를 쳐 시즌 13호 기록             |
|   | 17개 | 2014년 | 서건창 | 넥센   | 128경기   | 0.370     | * 9월 6일, 마산 KIA 전 9회초 2사 장원준을 상대로 우월 1타점 3루타를 쳐 시즌 15호 기록    | * 9월 6일, 마산 KIA 전 9회초 2사 장원준을 상대로 우월 1타점 3루타를 쳐 시즌 15호 기록    | * 9월 6일, 마산 KIA 전 9회초 2사 장원준을 상대로 우월 1타점 3루타를 쳐 시즌 15호 기록    | * 9월 6일, 마산 KIA 전 9회초 2사 장원준을 상대로 우월 1타점 3루타를 쳐 시즌 15호 기록    | * 9월 6일, 마산 KIA 전 9회초 2사 장원준을 상대로 우월 1타점 3루타를 쳐 시즌 15호 기록    | * 9월 6일, 마산 KIA 전 9회초 2사 장원준을 상대로 우월 1타점 3루타를 쳐 시즌 15호 기록    |

### 최다 루타

#### 개인 한 시즌 최다 루타 기록 추이
| # | 기록    | 연도                                                                       | 선수   | 소속   | 팀 경기수 | 달성 당시 나이 | 주석 및 기타 |
| 1 | 185루타 | 1982년                                                                     | 백인천 | MBC    | 80        |                |              |
| 2 | 198루타 | 1983년                                                                     | 이만수 | 삼성   | 100       |                |              |
| 2 | 198루타 | 장효조 196                                                                 |        |        |           |                |              |
| 3 | 204루타 | 1984년                                                                     | 김용철 | 롯데   | 100       |                |              |
| 3 | 204루타 |                                                                            |        |        |           |                |              |
| 4 | 230루타 | 1985년                                                                     | 김성한 | 해태   | 110       |                |              |
| 4 | 230루타 |                                                                            |        |        |           |                |              |
| 5 | 233루타 | 1988년                                                                     | 김성한 | 해태   | 108       |                |              |
| 5 | 233루타 |                                                                            |        |        |           |                |              |
| 6 | 297루타 | 1991년                                                                     | 장종훈 | 빙그레 | 126       |                |              |
| 6 | 297루타 |                                                                            |        |        |           |                |              |
| 7 | 309루타 | 1997년                                                                     | 이승엽 | 삼성   | 126       |                |              |
| 7 | 309루타 |                                                                            |        |        |           |                |              |
| 8 | 356루타 | 1999년                                                                     | 이승엽 | 삼성   | 132       |                |              |
| 8 | 356루타 | 8월 12일 잠실 LG 전 1회에 김상태의 초구를 3루타로 연결해 시즌 312루타 기록 |        |        |           |                |              |
| 9 | 357루타 | 2015년                                                                     | 박병호 | 넥센   |           |                |              |
| 9 | 357루타 | 9월 21일 창원 마산 전 NC 전 4회 솔로 홈런으로 357루타 기록                 |        |        |           |                |              |

## 한 경기 기록

### 안타

#### 한 경기 개인 최다 안타 기록 추이
| # | 기록 | 선수          | 소속 | 날짜         | 구장 | 상대팀 | 상대 투수 | 내용                                  | 경기 결과     | 주석 및 기타         |
| 1 | 4개  | 정구왕        | 삼성 | 1982. 03. 27 | 서울 | MBC    |           | 4타수 4안타 1타점 2득점               | 7 - 11        | 한국 프로야구 개막전 |
| 2 | 5개  | 장정기        | 삼미 | 1982. 04. 25 | 춘천 | OB     |           | 5타수 5안타                           | 12 - 11 OB 승 | ,                    |
| 3 | 6개  | 김기태        |      | 2000. 07. 25 | 대구 | 두산   |           | 6타수 6안타(1루타 2, 2루타 2, 홈런 2) |               |                      |
| 4 | 7개  | 카림 가르시아 | 롯데 | 2010. 04. 09 | 사직 | 한화   |           | 7타수 7안타 6타점,                    | 15 -14        | 연장 12회            |

### 2루타
| # | 기록 | 선수   | 소속   | 날짜         | 구장 | 상대팀 | 상대 투수 | 내용          | 경기 결과 | 주석 및 기타 |
|   | 4개  | 강석천 | 빙그레 | 1992. 05. 26 | 사직 | 롯데   |           | 4연타석 2루타 |           |              |

### 최다 루타
| # | 기록   | 선수   | 소속 | 날짜         | 구장 | 상대팀      | 내용                                                                | 경기 결과         | 주석 및 기타            |
|   | 14루타 | 장채근 | 해태 | 1988. 09. 04 | 대구 | 삼성 (DH-1) | 3연타석 홈런 - 3회(1점, 김시진), 3회(2점, 전용권), 6회(2점, 정용생) | 20-2 11-1 해태 승 | 종전기록, 김성한 13루타 |
|   | 16루타 | 박경완 | 현대 | 2000. 05. 19 | 대전 | 한화        | 4연타석 홈런, 2회(1점), 3회(2점), 5회(1점) 6회(2점)                 | 20-2              |                         |
|   | 16루타 | 박병호 | 넥센 | 2014. 09. 04 | 목동 | NC          | 이재학 노성호 윤형배                                                | 13-5 승리         |                         |
|   | 16루타 | 오승택 | 롯데 | 2015. 05. 23 | 사직 | LG          | 홈런 세 개(3연타석), 2루타 두 개                                    | 19-11 승리        |                         |

## 한 이닝 기록

### 한 이닝 최다 루타 기록 추이
| 기록      | 타자   | 소속 팀  | 날짜         | 구장 | 상대 팀 |
| 8루타     | 이만수 | 삼성     | 1988. 04. 19 | 사직 | 롯데    |
| 이하 같음 | 브룸바 | 히어로즈 | 2008. 06. 19 | 목동 | 삼성    |

## 연속 기록

### 개인 연속 경기 안타 기록 추이
| 기록   | 선수                                                                                                   | 소속   | 날짜         | 구장 | 상대팀 | 상대 투수 | 경기 결과 | 기록 시작                | 주석 및 기타                         |
| 18경기 | 김용희                                                                                                 | 롯데   | 1982. 05. 16 | 서울 | MBC    |           |           | 1982. -                  | 1회말 내야 안타                      |
| 19경기 | 이광은                                                                                                 | MBC    | 1985. 07. 02 | 잠실 | 청보   | 정성만    |           | 1985. 5. 29 잠실 해태 전 | 1회말 내야 안타                      |
| 20경기 | 이순철                                                                                                 | 해태   | 1985. 09. 27 | 마산 | OB     | 윤석환    |           |                          | 6회초 초구 기습 번트                 |
| 20경기 | 정의윤                                                                                                 | SK     | 2015. 09. 20 | 인천 | KIA    | 박준표    | 9-2       | 8월 29일 수원 KT 전      | 2회말 좌전 안타                      |
| 21경기 | 이순철                                                                                                 | 해태   | 1986. 03. 29 | 광주 | OB     | 장호연    |           |                          | 3회말 초구 좌전 안타                 |
| 21경기 | 최원준                                                                                                 | KIA    | 2020.09.22   | 광주 | 키움   | 한현희    | 0-2       | 8월 24일 수원 KT 전      | 6회말 내야안타                       |
| 22경기 | 이정훈                                                                                                 | 빙그레 | 1987. 08. 20 | 대구 | 삼성   | 김시진    | 1 - 8     | 6월 24일 잠실 OB 전      | 6회 풀카운트에서 좌전 안타           |
| 23경기 | 민병헌                                                                                                 | 두산   | 2014. 06. 04 | 인천 | SK     | 울프      | 7 - 8     | 5월 5일 잠실 LG 전       | 1회 2루타                            |
| 23경기 | 김현수                                                                                                 | 두산   | 2014. 06. 04 | 인천 | SK     | 울프      | 7 - 8     | 5월 5일 잠실 LG 전       | 7회 1루타                            |
| 23경기 | 구자욱                                                                                                 | 삼성   | 2015. 08. 05 | 수원 | KT     | 심재민    | 11 - 1    | 7월 3일 대구 LG 전       | 6회초 1볼에서 좌전 안타              |
| 26경기 | 김기태                                                                                                 | 쌍방울 | 1997. 08. 30 | 잠실 | LG     | 김상현    | 4 - 2     | 7월 26일 전주 해태 전    | 5회 2루타                            |
| 26경기 | 8월 7일 전주 롯데 연속 경기 2차전 5회말 김상현의 5구를 3루 강습 안타로 연결시켜 23경기 연속 안타 기록  |        |              |      |        |           |           |                          |                                      |
| 28경기 | 박재홍                                                                                                 | SK     | 2008. 06. 01 | 대구 | 삼성   | 오버뮬러  | 18 - 0    | 4월 29일 대전 한화 전    | 1회초 2볼 좌중간 2루타               |
| 28경기 | 이명기                                                                                                 | SK     | 2014. 09. 13 | 인천 | NC     | 홍성용    | 11 - 4    | 7월 27일 문학 넥센 전    | 9말 볼카운트 2-2 2루수 왼쪽 내야안타 |
| 30경기 | 손호영                                                                                                 | 롯데   | 2024.06.20   | 수원 | kt     | 박영현    | 7-6       |                          |                                      |
| 31경기 | 박정태                                                                                                 | 롯데   | 1999. 09. 09 | 마산 | 두산   | 강병규    | 1 - 12    | 1999. 05. 05 한화 전     | 4회말 3구 좌익수 앞 안타             |
| 31경기 | 6월 4일 대전 한화 전 1회초 2사 주자 없는 상황에서 이상열의 3구를 안타로 연결시켜 27경기 연속 안타 기록 |        |              |      |        |           |           |                          |                                      |
| 39경기 | 박종호                                                                                                 | 삼성   | 2004. 04. 21 | 수원 | 현대   | 피어리    | 5 - 3     | 2003. 8. 29 두산 전      | 5회초 2구 우익수 옆 2루타            |
| 39경기 | 4월 13일 대구 LG 전 3회말 선두타자로 나와 김광삼의 4구를 내야안타로 연결시켜 32경기 연속 안타 기록     |        |              |      |        |           |           |                          |                                      |

### 개인 연속 타석 안타 기록 추이
KBO 리그의 최다 개인 연속 타석 안타 기록은 LG 트윈스의 이병규가 2013년 7월 3일에서 10일까지 7월 9일의 사이클링히트를 포함 4경기에서 기록한 10타석 10안타이다.
메이저 리그에서는 1952년 월트 드로포(디트로이트)가 수립한 12연타석이 이 부문 최고 기록이고, 일본의 최고 기록은 1951년 레이놀즈(다이요)의 11연타석 안타이다.
| # | 기록   | 선수   | 소속 팀 | 날짜                              | 구장           | 상대 팀      | 내용 | 경기 결과    | 주석 및 기타 |
| 1 | 4타석  | 정구왕 | 삼성    | 1982. 03. 27                      | 서울           | MBC          | 4타수 4안타 1타점 2득점                                                                                                  | 7 - 11       | [ 29 ]       |
|   | 7타석  | 김용운 | MBC     | 1982. 04. 08 - 10                 |                |              | |              |              |
|   | 8타석  | 장효조 | 삼성    | 1983. 05. 10 05. 14 05. 15        | 대구 청주 대전 | OB<OB        | 10회 1안타 5안타(2홈런) 2회 4회 각 1점 홈런                                                                              | 11 - 3 4 - 8 | [ 30 ]       |
|   | 9타석  | 김민재 | SK      | 2004. 09. 16 09. 18 09. 19        | 잠실 문학      | LG 한화 한화 | 마지막 타석 안타 4타석 4안타 1회, 2회, 5회, 7호 각 1안타                                                                 |              |              |
|   | 10타석 | 이병규 | LG      | 2013. 07. 03 07. 05 07. 09 07. 10 | 잠실 목동 잠실 | 한화 넥센 NC | 마지막 타석 안타(3타점 2루타, 이후 2경기 결장) 4타석 4안타(역대 15번째 사이클링 히트) 4타석 4안타 1회 1안타(투수 손민한) |              |              |

### 개인 연속 타수 안타 기록 추이
KBO 리그의 최다 개인 연속 타수 안타 기록은 삼성 라이온즈의 류중일이 1987년 5월 10일에서 14일까지 기록한 11타수 연속 안타이다.
메이저 리그에서는 1938년 마이클 허긴스와 1952년 윌트 드로포가 기록한 12연속 타수 안타가 최고 기록이다.
| # | 기록   | 선수   | 소속 팀 | 날짜                       | 구장        | 상대 팀            | 내용                                      | 경기 결과    | 주석 및 기타               |
| 1 | 4타석  | 정구왕 | 삼성    | 1982. 03. 27               | 서울        | MBC                | 4타수 4안타 1타점 2득점                   | 7 - 11       | 한국 프로 야구 원년 첫경기 |
|   | 8타수  | 허규옥 | MBC     | 1985                       |             |                    |                                           |              |                            |
|   | 11타수 | 유중일 | 삼성    | 1987. 05. 10 05. 12 05. 14 | 인천 ? 잠실 | 청보 롯데<청보 MBC | 4타수 4안타 4타석 2타수 2안타 5타수 5안타 | 11 - 3 4 - 8 | [ 32 ]                     |

## 기타 기록

### 최고령 타자 안타 기록 추이
| 나이            | 선수        | 소속 | 날짜        | 상대팀 | 상대 투수 | 구장 | 주석 및 기타                                          |
| --------------- | ----------- | ---- | ----------- | ------ | --------- | ---- | ----------------------------------------------------- |
| 23세 6개월 8일  | 이만수      | 삼성 | 1982. 3. 27 | MBC    | 이길환    | 서울 | 1회초 1타점 좌전 2루타, 한국 프로 야구 최초 안타      |
| 28세 1일        | 정구왕      | 삼성 | 1982. 3. 27 | MBC    | 이길환    | 서울 | 2회초 우월 3루타 1타점, 한국 프로 야구 2호 안타       |
| 28세 25일       | 배대웅      | 삼성 | 1982. 3. 27 | MBC    | 이길환    | 서울 | 2회초 1타점 좌전 안타, 한국 프로 야구 3호 안타        |
| 29세 10개월 5일 | 이종도      | MBC  | 1982. 3. 27 | 삼성   | 황규봉    | 서울 | 2회말 우월 2루타                                      |
| 38세 4개월      | 백인천      | MBC  | 1982. 3. 27 | 삼성   | 황규봉    | 서울 | 4회말 좌전 안타, 백인천 한국 프로 야구 통산 최초 안타 |
| 40세 9개월 16일 | 백인천      | 삼미 | 1984. 9. 13 | 롯데   |           | 구덕 |                                                       |
| 42세 8일        | 펠릭스 호세 | 롯데 | 2007. 5. 10 | SK     |           | 문학 |                                                       |

### 개인 통산 최다 사이클링 안타 기록 추이
KBO 리그 최초의 사이클링 안타는 1982년 6월 삼성의 오대석이 기록했다. 구덕에서 삼미를 상대로 열린 이날 경기에서 그는 1회초 우익수 키를 넘기는 3루타를 시작으로 3회 2루타, 5회 중전 안타를 쳤고, 6회에는 한상연 투수를 상대로 중월 115미터짜리 홈런을 기록했다. 현재 사이클링 안타는 모두 14번 있었으며, 삼성 양준혁 선수가 1996년과 2003년 각각 하나씩 유일하게 두 차례를 기록했다.
| 기록 | 선수   | 소속 | 날짜        | 상대팀 | 상대 투수                                                         | 구장 | 경기수 | 달성 당시 나이   | 주석 및 기타 |
| 1개  | 오대석 | 삼성 | 1982. 6. 12 | 삼미   | 김재현(1회 3루타), 인호봉(3회 2루타, 5회 1루타), 한상연(6회 홈런) | 구덕 |        | 22세 5개월 10일  | [ 33 ]       |
| 2개  | 양준혁 | 삼성 | 2003. 4. 15 | 현대   |                                                                   | 수원 |        | 30세 10개월 19일 |              |

## 같이 보기
- 한국 프로 야구 안타 관련 기록